# Correcaminos de la Universidad Autónoma de Tamaulipas "B"
El Correcaminos de la Universidad Autónoma de Tamaulipas "B"" es un equipo de fútbol de México. Es filial del Correcaminos UAT y participa en el Grupo 1 de la Serie A de la Segunda División de México. Juega sus partidos de local en el Estadio Marte R. Gómez.

## Historia
El equipo nace como filial de segunda división de Correcaminos UAT después de que este último reaparece en la Primera División 'A' en 1995. En el Torneo Clausura 2008 el equipo disputó la semifinales ante Atlético Cihuatlán, el marcador global fue 4-3 a favor de Correcaminos pero fue eliminado por un supuesto caso de cachirules. El Torneo Apertura 2009 se corona campeón de la Liga de Nuevos Talentos al derrotar en la final a Alacranes de Durango. El Torneo Apertura 2015 se vuelve a coronar campeón al vencer al Real Zamora, Pero en la final de ascenso para la Liga Premier Real Zamora derrota a Correcaminos. Un año después logra el campeonato por tercera vez en su historia, en esta ocasión derrotando a Lobos Prepa. Por segunda temporada consecutiva Correcaminos perdió la final de ascenso, esta vez contra Yalmakan Fútbol Club.

## Palmarés
| Competición nacional                                  | Títulos                                       | Subcampeonatos        |
| ----------------------------------------------------- | --------------------------------------------- | --------------------- |
| Segunda Serie A (Filiales) (1/0)                      | Clausura 2025                                 |                       |
| Campeón de Campeones Segunda Serie A (Filiales) (1/0) | 2024/2025                                     |                       |
| Segunda Serie B (3/1)                                 | Apertura 2009 , Apertura 2015 , Apertura 2016 | Clausura 2009         |
| Ascenso Serie B (1/2)                                 | 2009/2010                                     | 2015/2016 , 2016/2017 |

## Temporadas
| Temporada     | División          | Posición                              |
| ------------- | ----------------- | ------------------------------------- |
| Apertura 2015 | 4.Segunda Serie B | 3°. Grupo I (Campeón)                 |
| Clausura 2016 | 4.Segunda Serie B | 9°. Grupo I                           |
| Apertura 2016 | 4.Segunda Serie B | 1.º Grupo I (Campeón)                 |
| Clausura 2017 | 4.Segunda Serie B | 3o. Grupo I (Cuartos)                 |
| Apertura 2017 | 4.Segunda Serie B | 2o. Grupo I (Semifinal)               |
| Clausura 2018 | 4.Segunda Serie B | 5o. Grupo I                           |
| 2018/2019     | 3.Segunda Serie A | 10°. Grupo I                          |
| 2019/2020     | 3.Segunda Serie A | 11°. Grupo I                          |
| Apertura 2021 | 3.Segunda Serie A | 11°. Grupo I                          |
| Clausura 2022 | 3.Segunda Serie A | 13°. Grupo I                          |
| Apertura 2022 | 3.Segunda Serie A | 8°. Grupo II                          |
| Clausura 2023 | 3.Segunda Serie A | 7°. Grupo II (Semifinal de filiales)  |
| 2023/2024     | 3.Segunda Serie A | 4°. Grupo I (Semifinal de filiales)   |
| Apertura 2024 | 3.Segunda Serie A | 11°. Grupo II (Semifinal de filiales) |
| Clausura 2025 | 3.Segunda Serie A | 8°. Grupo II (Campeón filiales)       |

## Correcaminos "C"
| Temporada | División           | Posición                |
| --------- | ------------------ | ----------------------- |
| 2016/2017 | 5.Tercera División | 11o. Grupo XII          |
| 2017/2018 | 5.Tercera División | 1.º Grupo XII (Cuartos) |
| 2018/2019 | 5.Tercera División | 3o. Grupo XII (Octavos) |